# Добруша
Добру̀ша е село в Северозападна България. То се намира в община Криводол, област Враца.

## География
Добруша е едно от най-малките села на региона и лежи в най-западната му част. Граничи със селата: Ракево, Градешница, Бели бряг, Охрид, Палилула и Липен. Разположено е върху склоновете на скалиста карстова местност и 600–700 m от десния бряг на река Ботуня, на осем километра от град Бойчиновци, където тя се влива в река Огоста. Югозападно на 564 m надморска височина се намира местността „Пъстрина“. Самото поречие на река Ботуня е на 50 m надморска височина. На североизток е възвишението, наречено „Бауренска могила“.

## Население
Преброяване на населението през 2011 г.
Численост и дял на етническите групи според преброяването на населението през 2011 г.:
|                     | Численост | Дял (в %) |
| Общо                | 200       | 100,00    |
| Българи             | 200       | 100,00    |
| Турци               | 0         | 0,00      |
| Цигани              | 0         | 0,00      |
| Други               | 0         | 0,00      |
| Не се самоопределят | 0         | 0,00      |
| Неотговорили        | 0         | 0,00      |

## Редовни събития
Традиционният събор на селото се провежда всяка предпоследна седмица на месец май.